# 南昌八一起义纪念馆
南昌八一起义纪念馆位于中国江西省南昌市中山路380号，是以八一起义指挥部旧址（总指挥部旧址）为基础成立的纪念馆，成立于1956年，1959年10月1日正式开馆，先后被授予“国家一级博物馆”、“国家AAAA级旅游景区”等称号。1961年八一起义指挥部旧址（包括总指挥部旧址、贺龙指挥部旧址、叶挺指挥部旧址、朱德军官教育团旧址和朱德旧居）被列为第一批全国重点文物保护单位。
总指挥部旧址原为江西大旅社，紧邻南昌万寿宫，始建于1923年，为五层砖木结构灰色楼房，面阔26米，进深42米，高23.5米，平面呈“回”字形，中间为天井，共有房间96间。占地面积约1200平方米，建筑面积约4800平方米。1927年8月1日中国共产党发动“八一”南昌起义时以此为总指挥部，二楼东侧有周恩来和林伯渠的工作室和卧室。2007年对旧址进行大规模维修，2008年1月28日起向观众免费开放，当年观众人数即迅速增长，达152.8万人次，2009年达203.5万人次，2010年达208.65万人次。

## 图片
- 纪念馆大门
- 庆祝中国共产党成立100周年北京长安街沿线立体花坛“建军大业”